# Der Klang des Offenbarung des Göttlichen
Der Klang der Offenbarung des Göttlichen is een opera in vier aktes uit 2014. Het theaterstuk is een project van de IJslandse artiest Ragnar Kjartansson op muziek van zijn landgenoot Kjartan Sveinsson, voormalig lid van de IJslandse postrockband Sigur Rós. Het werk is geïnspireerd door de roman Ljós heimsins (Het licht der wereld) van de IJslandse Nobelprijswinnaar Halldór Laxness.
De vijftig minuten durende opera ging in première in Berlijn in februari 2014 in een uitvoering door het Duits filmorkest Babelsberg en het Berlijns filmkoor onder muzikale leiding van David Thor Jónsson.